# Xylosalsola arbuscula
Xylosalsola arbuscula är en amarantväxtart som först beskrevs av Pall., och fick sitt nu gällande namn av Nikolai Nikolaievich Tzvelev. Xylosalsola arbuscula ingår i släktet Xylosalsola och familjen amarantväxter. Inga underarter finns listade i Catalogue of Life.